# Psila albiseta
Psila albiseta är en tvåvingeart som beskrevs av Becker 1907. Psila albiseta ingår i släktet Psila och familjen rotflugor. Inga underarter finns listade i Catalogue of Life.